# 제이슨 로버즈
제이슨 로바즈(Jason Robards, 영어 발음: /ˈroʊbɑːrdz/, 1922년 7월 26일 ~ 2000년 7월 26일)는 미국의 배우이다.

## 출연 작품
- 옛날 옛적 서부에서 - 체옌 역
- 밍스키 - 레이몬드 페인 역
- 매그놀리아
- 캐서린의 귀향